# カスペル・ヴォリネン
カスペル・ヴォリネン（Kasper Vuorinen、1984年4月22日 - ）は、フィンランドの元男子バレーボール選手、現指導者である。東京グレートベアーズでの登録名はカスパー・ヴオリネン。

## 来歴
ユヴァスキュラ大学スポーツ健康科学部出身。
2006年にHurrikaani Loimaa (fi) の選手としてフィンランドリーグ (fi) デビューを果たし、2013年にはKokkolan Tiikerit (fi) でフィンランドカップ優勝、フィンランドリーグ準優勝を果たし、シーズン終了後にはフィンランド代表に初選出された。代表には2015年にも召集されたが、国際公式試合には出場することはなかった。
2014年にイランバレーボールスーパーリーグのShahrdari Gonbadに移籍。イランでプレーした初めてのフィンランド人選手となった。
その後チェコ、ドイツ、オーストリアでプレー。2019年にRaision Loimu (fi) に復帰し引退。監督に就任した。
2020年、ウルフドッグス名古屋のコーチに就任。トミー・ティリカイネンのもと1シーズン務めた。
2021年、フィンランド女子代表コーチを経て、監督に就任したトミー・ティリカイネンとともに仁川大韓航空ジャンボスのコーチに就任。
2023年、東京グレートベアーズの監督に就任した。

## 球歴
- フィンランド代表（2014-2015年）

## 所属チーム

### 選手
- Hurrikaani Loimaa (fi) （2006-2010年）
- Muuramen (fi) （2010-2013年）
- Kokkolan Tiikerit (fi) （2013-2014年）
- Shahrdari Gonbad（2014-2015年）
- Raision Loimu (fi) （2015-2016年）
- Kocouři Příbramiin（2016年）
- TV/DJK Hammelburg（2016-2017年）
- SK Posojilnica Aich/Dobissa （2017-2018年）
- Raision Loimu (fi) （2018-2019年）

### 指導者
- Raision Loimu (fi)  監督（2019-2020年）
- ウルフドッグス名古屋 コーチ（2020-2021年）
- フィンランド女子代表 コーチ（2021年）
- 仁川大韓航空ジャンボス コーチ（2021-2023年）
- 東京グレートベアーズ 監督（2023-）